# Ralph Häggberg
Ralph Otto Gustaf Häggberg, född 14 mars 1922 i Stockholm, död 12 februari 1942, var en svensk stridsflygare i RAF.
När andra världskriget inleddes var Häggberg hemma i Sverige på sommarlov från sina studier i England. Trots kriget bestämde han sig före att återvända till England i oktober 1939 för att fullfölja studierna. Han anslöt sig till RAF i december 1940 och placerades som pilot vid 263 divisionen där han utnämndes till Sergeant Pilot 15 september 1941. När den nya division 137 sattes upp på Charmy Down överfördes han dit den 1 oktober 1941, divisionen var utrustad med jaktbombflygplanet Westland Whirlwind och bland arbetsuppgifterna ingick eskorttjänst av fartyg över Engelska kanalen. Divisionens första krigsuppgift blev deltagandet i operation Mandolin där divisionen svarade för utslagningen av tåg och järnvägsvagnar vid Landernau nära Brest. Häggberg flög sitt första uppdrag i divisionen 15 november 1941. I december 1941 flyttades divisionen till RAF-flygbasen i Matlaske, därifrån flög han spaningsflygningar över havet och patrullflygningar över Yarmouth. Han utnämndes till flygofficer 25 januari 1942. Under en träningsflygning den 12 februari beordrades han åter till flygbasen i Matlaske för att eskortera 16:e och 21:a jagarflottan över Engelska kanalen, uppdraget sammanföll med den tyska operation Donnerkeil som var en utbrytning från Brest av Scharnhorst, Gneisenau och Prinz Eugen. De tyska fartygen eskorterades av 20 stycken Messerschmitt Bf 109 ur JG 2, den så kallade "Richthofen"-eskadern. När löjtnant Egon Mayer fick se hur sju Whirlwinds dök fram ur en molnglugg alldeles i närheten av de tyska fartygen, gav han en varning över radion till sina kamrater, och sedan sköt han fram styrspaken och började dyka efter motståndarplanen, ett av dem bar beteckningen P7093 och hade flugits av Häggberg. Hans kropp påträffades aldrig. Det är sannolikt att han föll offer för flygaresset Egon Mayer. Hans namn finns noterat på det centrala minnesmärket över stupade i Runnymede Memorial i Surrey.